# NGC 2868
NGC 2868 (również PGC 26598) – galaktyka eliptyczna (E-S0), znajdująca się w gwiazdozbiorze Hydry. Odkrył ją w roku 1886 Frank Muller.